# William Glass
William Glass (11 de maio de 1786 - 1853) foi um cabo e colono escocês. Ele estabeleceu o assentamento que se tornaria Edimburgo dos Sete Mares, o principal assentamento em Tristão da Cunha.

## Início da vida
William Glass nasceu William Glasgow em Kelso, Escócia, na região das Fronteiras Escocesas, em 11 de maio de 1786, filho de David e Janet Glasgow. Ele se alistou no exército britânico em Berwick-on-Tweed em março de 1804. Embora não esteja claro por que, ele se alistou sob o sobrenome Glass.

## Carreira militar
Enquanto servia na Cidade do Cabo em 1816, Glass foi enviado para a remota ilha desabitada de Tristão da Cunha como parte de uma guarnição para proteger a ilha no caso de o recém-derrotado Napoleão Bonaparte, então exilado na ilha de Santa Helena, poder usar a ilha como base para planejar um ataque. Os soldados foram chamados de volta no ano seguinte. No entanto, William e outro homem pediram permissão para permanecer permanentemente na ilha. Este pedido foi concedido por Lord Charles Somerset. William também trouxe sua esposa sul-africana, Maria Magdalena Leenders e dois filhos. Muitos outros logo se seguiram e em 1852 a população era de 52.

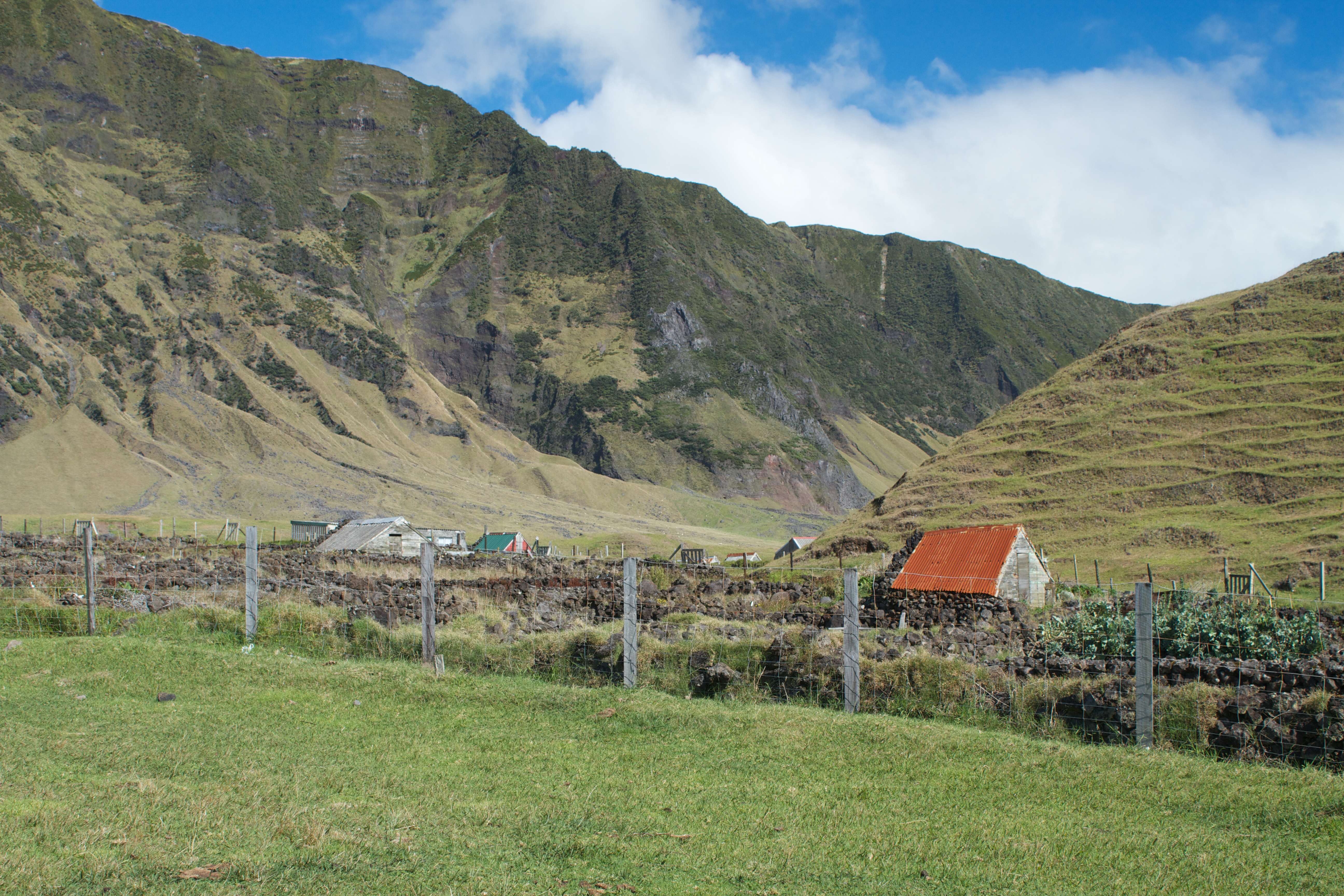
Potato Patches em Edimburgo dos Sete Mares, a cidade fundada por William Glass

## Morte
William Glass morreu na ilha em 1853. Muitos de seus descendentes permanecem na ilha. Descendentes notáveis incluem o policial Conrad Glass e a política Anne Green. O sobrenome Glass continua sendo um dos mais comuns entre a população local.
Após sua morte, sua esposa e seus filhos se mudaram para New London, Connecticut. Um filho, Thomas Glass e um neto voltaram dez anos depois e se estabeleceram na antiga casa da família na ilha. Ele se casou com Mary, uma filha de Thomas Hill Swain e teve cinco filhos: Joseph, John, Robert, William e Thomas, além de uma filha Jane (ela se casou com o emigrante italiano Gaetano Lavatello). Thomas Sr. pereceria no mar durante o desastre do bote salva-vidas de 1885.